# Gare de Bailleau-le-Pin
Gare de Bailleau-le-Pin vasútállomás Franciaországban, Bailleau-le-Pin településen.

## Vasútvonalak
Az állomást az alábbi vasútvonalak érintik:
- Chartres–Bordeaux-vasútvonal

## Kapcsolódó állomások
A vasútállomáshoz az alábbi állomások vannak a legközelebb:
- Gare de Magny - Blandainville
- Gare de La Taye